# 姜各荘海軍基地
姜各荘海軍基地（きょうかくそうかいぐんきち、中国語: 姜各庄海军基地）は、中国人民解放軍海軍潜水艦第一基地とも呼ばれ、中華人民共和国山東省青島市の東約24 kmにあり黄海に面した中国海軍北海艦隊の基地である。

## 概要
姜各荘海軍基地は、幅1.9 kmの湾にあり、主な施設は湾の東部にある。オープンソースの衛星画像では、この基地が防波堤と単一の入り口を備えた港であることを示している。6つの桟橋、乾ドック、各種のサービス施設、地下海底トンネルのあることが分かる。
この基地には、弾道ミサイル潜水艦である092型原子力潜水艦 と091型原子力潜水艦が配備されている。

## 参照項目
- 中国人民解放軍海軍潜水艦第二基地 (龍坡海軍基地)